# Aeroportul Cue
Aeroportul Cue (IATA: CUY, ICAO: YCUE) este un aeroport din Australia de Vest, Australia.
Situat la o altitudine de 443 m, aeroportul dispune de o singură pistă. Este operat de Shire of Cue⁠(d).